# Anand Babla
Anand Babla (* 1954; † 22. Dezember 2008 in Chennai, Indien) war ein Politiker der Fidischiinseln. Er gehörte zur Fiji Labour Party und vertrat diese 14 Jahre lang im Parlament. Außerdem war er auf Grund seiner langjährigen Tätigkeit als Farmer seit 1992 Mitglied in der National Farmers Union. Sein Vater war Taxifahrer in Tavua. Er war verheiratet und hatte drei Kinder.
Er starb am 22. Dezember 2008 in Chennai, Indien.